# 加拿大议会开幕大典
加拿大议会开幕大典（英語：opening of the Canadian parliament）是加拿大议会新会期开始时进行的仪式。仪式包括加拿大总督作为加拿大君主的代表召集议会议员、发表御座致辞等流程。整套仪式源于英国的国会开幕大典，不过稍有简化，同时引入了一些加拿大的元素（例如一些第一民族的传统仪式）。